# Bogbytteskab
En bogbytteskab eller bogbørs er et offentligt bogskab eller andet offentligt møbel hvor man frit kan tage eller aflevere bøger uden de formaliteter som bruges på almindelige biblioteker. Udendørs bogbytteskabe er normalt robuste, vejrbestandige skabe som er tilgængelige døgnet rundt. Bogbytteskabe kan også være placeret i offentligt tilgængelige bygninger, og de kan så for eksempel være en simpel bogreol og kun være tilgængelige i bestemte tidsrum.

## Oprindelse
Bogbytteskabe er tæt beslægtet med BookCrossing-konceptet og blev oprindeligt udtænkt som kunstneriske handlinger. De første eksempler blev skabt af performancekunstner-duoen Clegg & Guttmann i 1991. Samlinger af bogskabe blev desuden i slutningen af 1990’erne udviklet som "frie udendørsbiblioteker" i Darmstadt og Hannover i Tyskland.
I 2002 modtog Trixy Royeck støtte fra Bonn Community Foundation til sin idé "udendørs bøger – bøger i det fri", som hun indsendte under sine studier i indretningsdesign i Mainz og siden da er konceptet blevet udbredt og efterlignet mange steder. Et bogbytteskab åbnede i 2010 i Wien, Østrig. I Basel, Schweiz, hvor mange caféer og andre steder har åbne bogreoler, blev et bogbytteskab indviet i juni 2011.
Bogbytteskabe finansieres af en bred vifte af aktører (privatpersoner, fonde, Lions Clubs, borgerforeninger og lignende). Brugerne af bogbytteskabene beslutter selv, hvilke bøger de vil aflevere og låne – og om de vil levere de lånte bøger tilbage eller bytte dem med andre.

## Modtagelse
Hvis et bogbytteskab er centralt og lettilgængeligt placeret og indeholder et tilstrækkeligt udvalg af materialer, bliver det hurtigt og bredt værdsat. Hærværk har forekommet enkelte steder, men i velfungerende tilfælde modvirkes dette af "bogskabssponsorer", der bruger tid og opmærksomhed på at passe samlingen.
Brugernes accept af bogbytteskabe, motivation og profiler blev undersøgt af studerende på Bonns Universitet i 2008. Undersøgelsen viste, at systemet havde udviklet sig til et væsentligt alternativ til traditionelle boghandlere. Adspurgte brugere gav også udtryk for, at de mente, at regelmæssig brug af bogbytteskabe kunne fungere som et eksempel til efterfølgelse for lignende initiativer med andre ønskværdige goder. Denne opbakning har ført til en hurtig udbredelse af bogbytteskabe i hele Tyskland. Det er blevet påvist, at robust konstruktion og modstandsdygtighed over for vejr og vind fremmer vedvarende brug.[ Per december 2023 findes der 3.400 sådanne bogbytteskabe i Tyskland.
I Nordamerika er bogbytteskabe blevet kritiseret for hovedsageligt at være placeret i velstillede og veluddannede kvarterer, hvor der allerede findes velfungerende, traditionelle folkebiblioteker i nærheden. Derudover kritiseres det, at et af de mest kendte netværk, Little Free Library, kræver betaling for at få et bogbytteskab med i deres oversigt. Der findes dog gratis og alternative kortlægninger af bogbytteskabe – se eksterne henvisninger nedenfor.

## Bogbytteskabe i Danmark
Bogbytteskabe findes mange steder rundt om i Danmark – både i større byer og mindre lokalsamfund. Nogle skabe er etableret og vedligeholdes af biblioteker (kommuner), andre af foreninger eller privatpersoner.
Eksempler er Gladsaxe, Islands Brygge og Gentofte. I Københavns Kommune indgår de desuden som en del af nærgenbrugsstationerne, hvor folk også kan tage og aflevere andre ting.